# La Planche des Belles Filles
La Planche des Belles Filles es un puerto de montaña y estación de esquí situada en la Cordillera de los Vosgos, en Francia. Se encuentra en la localidad de Plancher-les-Mines, dentro del departamento de Alto Saona. Este puerto de montaña es conocido por el Tour de Francia.

## Etimología y leyenda
El nombre de Belles Filles, que en español significa nueras o (menos frecuente) hijastras, se debe en realidad a la vegetación de la zona, ya que en el siglo XVI recibía el nombre de lieu peuplé de belles fahys, que a lo largo del tiempo mutó en la actual denominación.
Sin embargo, otra leyenda popular dice que el nombre del puerto viene de la Guerra de los Treinta Años, ya que según la leyenda, las mujeres huían hacía Plancher-les-Mines para escapar de mercenarios suecos por miedo a ser raptadas. En lugar de rendirse se suicidaban, lanzándose a un lago y muriendo ahogadas. Entonces, uno de los soldados, grabó un epitafio por las belles filles. Una estatua de madera, creada por un artista local, recuerda esta leyenda.

## Tour de Francia
El puerto de montaña de la Planche des Belles Filles ha sido utilizado por el Tour de Francia en cuatro ocasiones, siendo la primera en el Tour de Francia 2012, logrando Chris Froome la primera victoria, mientras su compañero Bradley Wiggins se vistió de amarillo al final de la misma.
En 2014 se volvió a subir logrando Vincenzo Nibali la victoria, además de conseguir abrir más ventaja a sus perseguidores en la general de aquel 2014.
En el Tour de Francia 2017, Fabio Aru logró la victoria en La Planche des Belles Filles, mientras que Chris Froome destrozó la carrera, desde el punto de vista de la clasificación general, para vestirse con el maillot amarillo, sacando gran diferencia al resto de corredores. En 2019 se volvió a correr, logrando la victoria Dylan Teuns.
En el Tour de Francia 2020 se volvió a terminar una etapa en La Planche des Belles Filles, pero fue como parte de una cronoescalada 36,2 km, en la penúltima etapa del Tour. En esta ocasión la victoria fue para el esloveno Tadej Pogačar, que estaba situado en la segunda posición de la general, por detrás de su compatriota Primož Roglič, que le aventajaba en 57 segundos. Tras una exhibición de Pogačar, consiguió darle la vuelta a la general, al aventajar a Roglič en 1:56, que fue quinto en la etapa, logrando, además, una ventaja con el segundo de la etapa, el holandés Tom Dumoulin, de 1:21. En 2022 el vencedor fue de nuevo Tadej Pogačar, que partió como líder de la general y amplió su ventaja al término de la etapa.
| Año  | Etapa | Arranque de la etapa | Distancia (km) | Categoría | Ganador etapa   | Maillot amarillo |
| ---- | ----- | -------------------- | -------------- | --------- | --------------- | ---------------- |
| 2022 | 7     | Tomblaine            | 176.3          | 1         | Tadej Pogačar   | Tadej Pogačar    |
| 2020 | 20    | Lure                 | 36.2 (ITT)     | 1         | Tadej Pogačar   | Tadej Pogačar    |
| 2019 | 6     | Mulhouse             | 160.5          | 1         | Dylan Teuns     | Giulio Ciccone   |
| 2017 | 5     | Vittel               | 160.5          | 1         | Fabio Aru       | Chris Froome     |
| 2014 | 10    | Mulhouse             | 161.5          | 1         | Vincenzo Nibali | Vincenzo Nibali  |
| 2012 | 7     | Tomblaine            | 199            | 1         | Chris Froome    | Bradley Wiggins  |